# Транспорт Піткерну
Транспорт Піткерну представлений автомобільним  і водним (морським) , пасажирських перевезень на острові не розвинений, використовується лише власний . Площа країни дорівнює 47 км² (234-те місце у світі). Форма території країни — архіпелажна, видовжена в широтному напрямку; максимальна дистанція з півночі на південь — 100 км, зі сходу на захід — 350 км; розміри єдиного населеного острова (Піткерн) — 2 x 3,5 км. Географічне положення Піткерну осторонь головних транспортних коридорів у Тихому океані не дозволяє країні контролювати будь-які шляхи. Поряд із островом Пасхи, це один з найвідлюдніших куточків у світі.

## Автомобільний
Автомобільні шляхи британської заморської території збудовані лише на одному острові — Піткерн. Більшість без твердого покриття. Єдиний шлях з твердим покриттям веде від головної площі до пірсу. Головний засіб пересування островитян — квадроцикл.

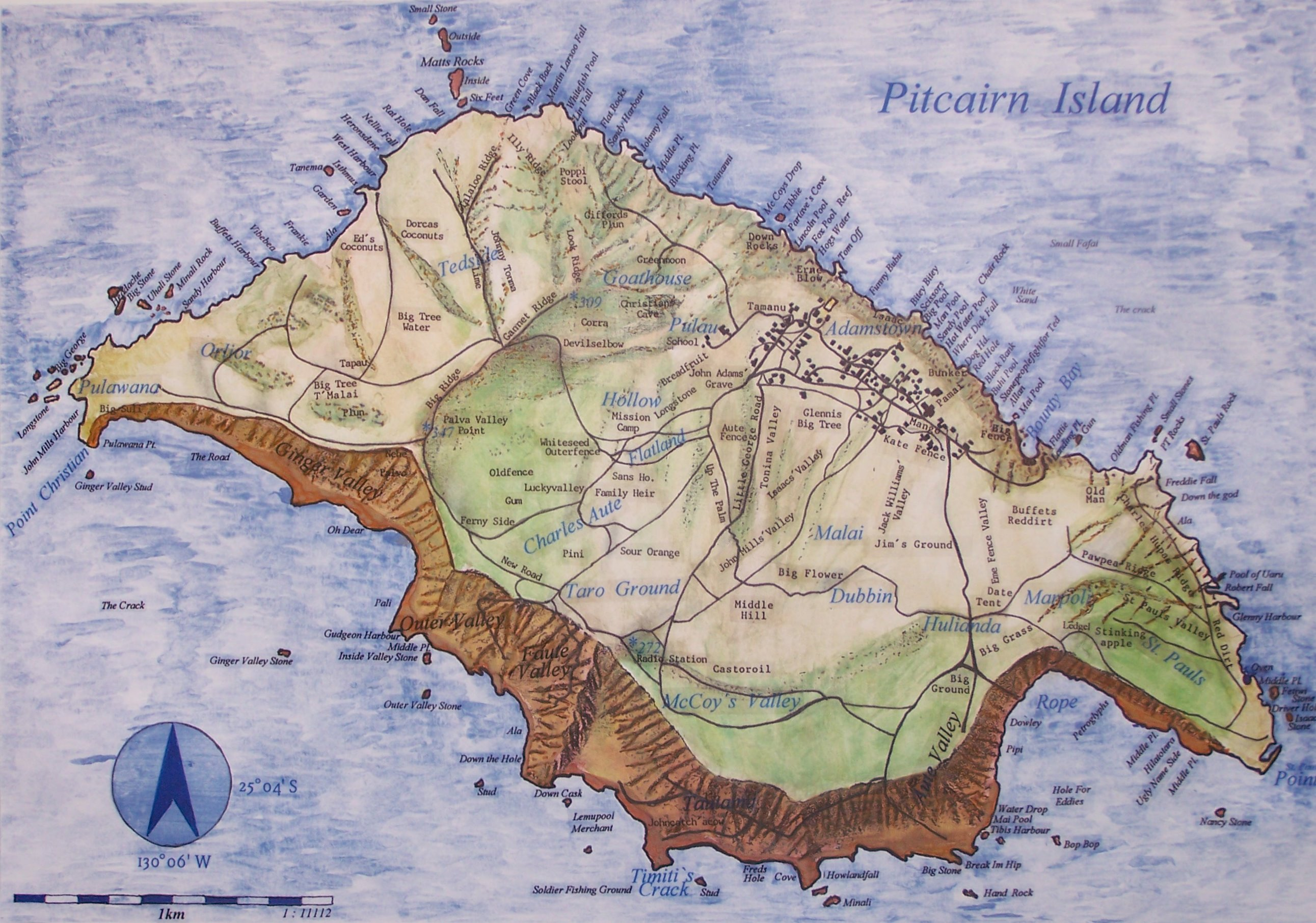
Карта автомобільних шляхів острова Піткерн
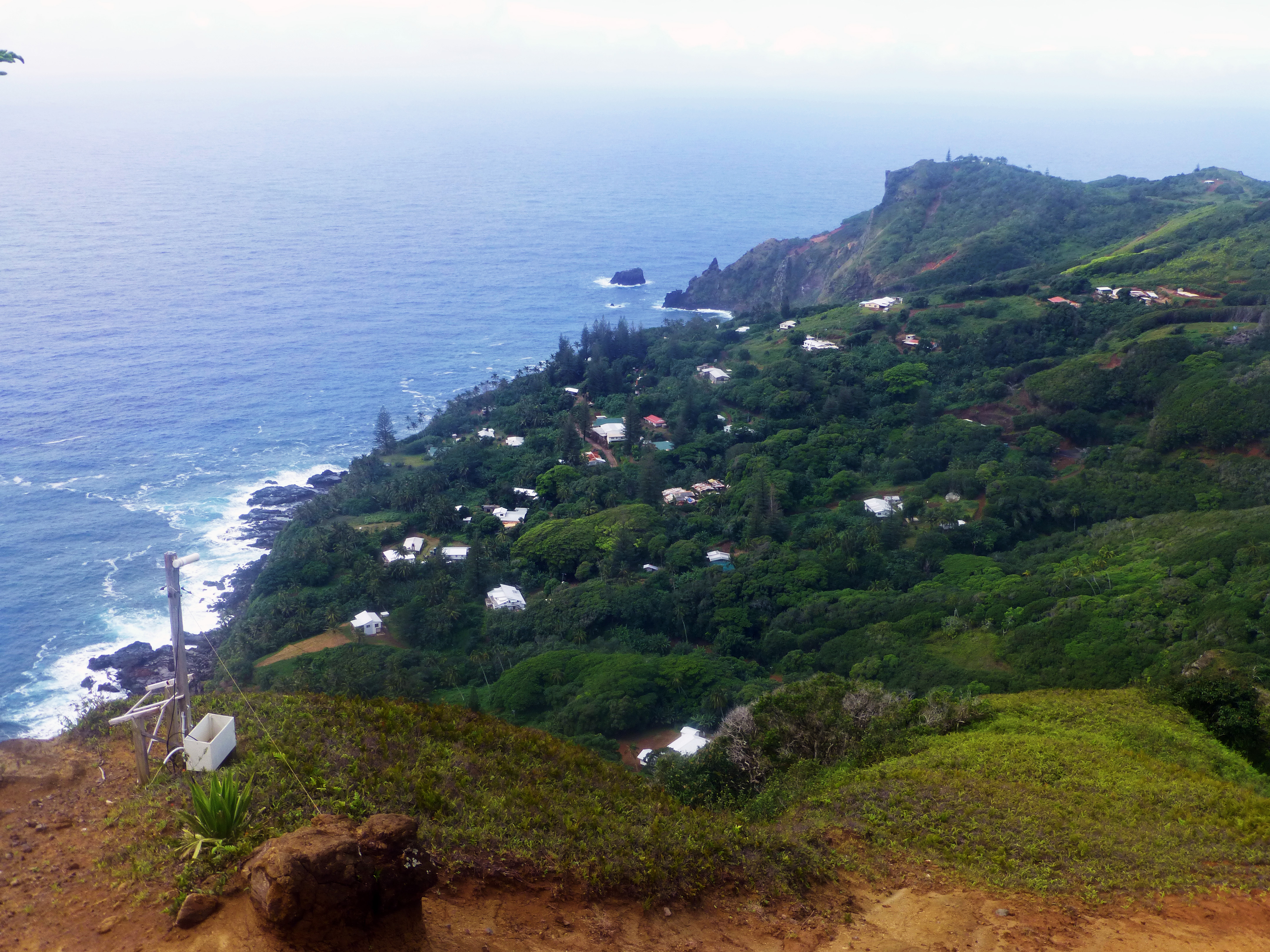
Рельєф міста Адамстаун
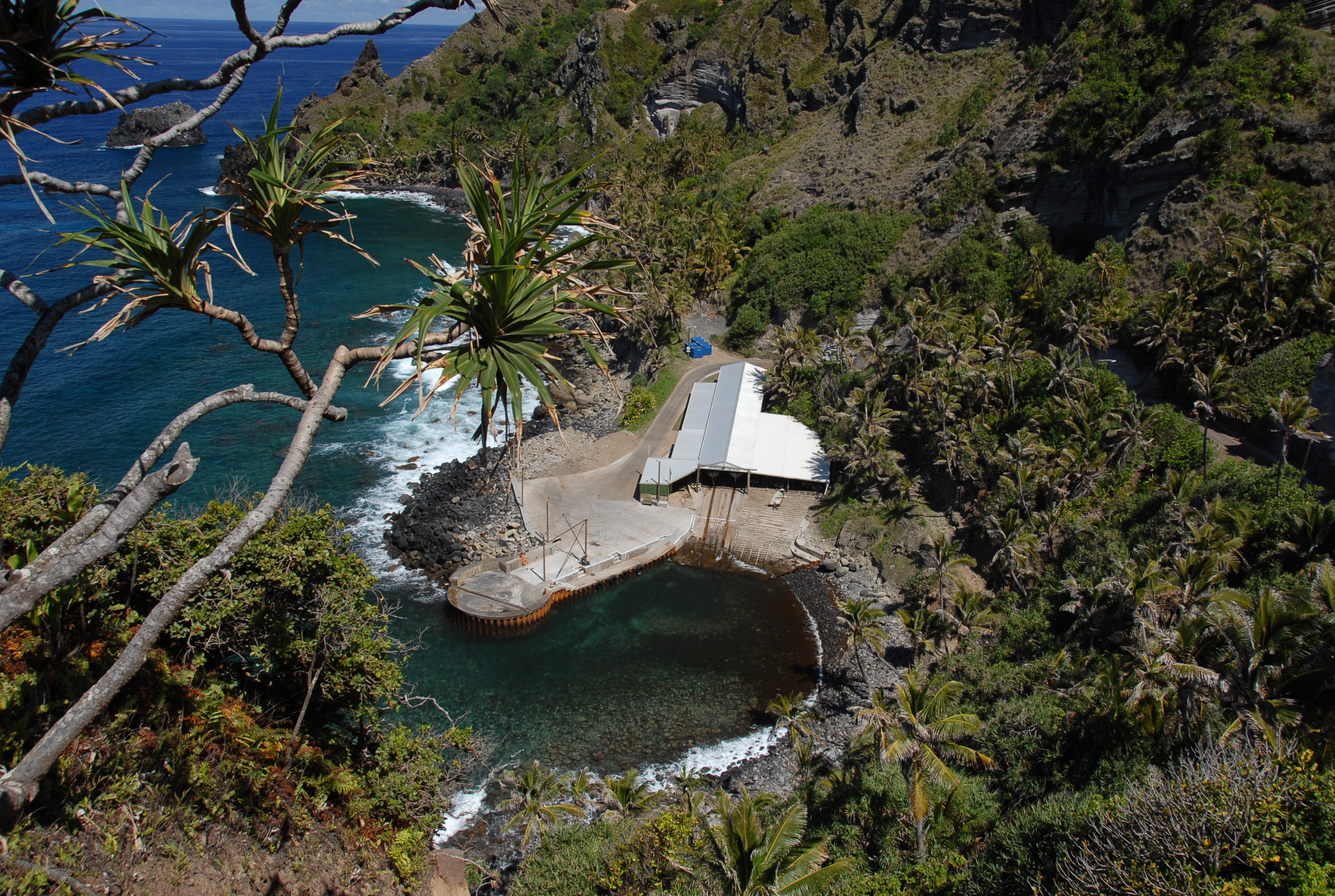
Серпантин до гавані Адамстауна
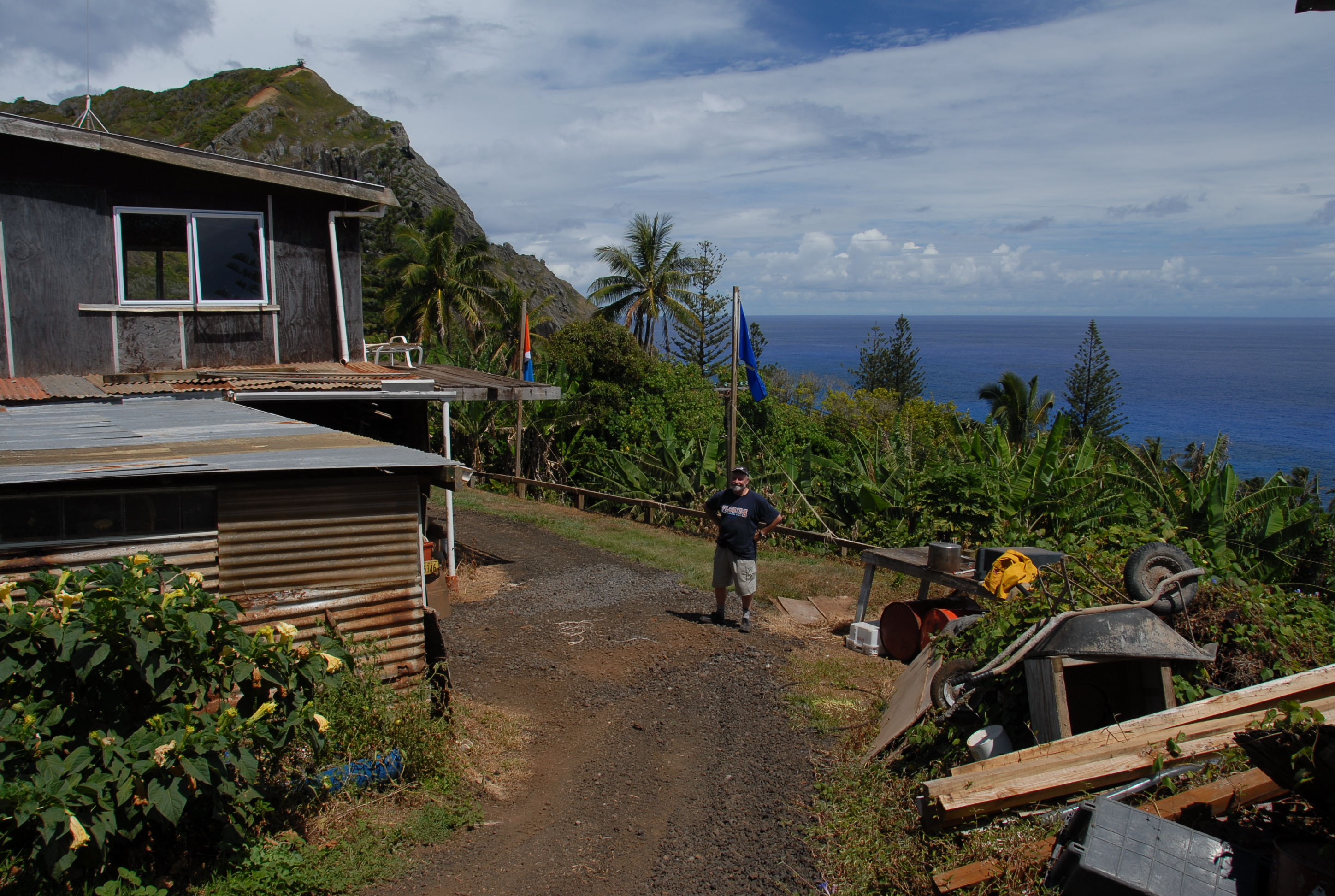
Ґрунтові шляхи острова

## Повітряний
На острові відсутні будь-які летовища, злітно-посадкові смуги або гелікоптерні майданчики.
Піткерн не є членом Міжнародної організації цивільної авіації (ICAO), потенційні інтереси країни в міжнародній організації може представляти метрополія — Велика Британія.

## Водний

### Морський
Єдиний морський порт країни: Адамстаун в бухті Баунті. Зручна гавань на єдиному населеному острові території відсутня. Доставка вантажів і пасажирів на острів з морських суден, що стоять на рейді, відбувається за допомогою двох довгих місцевих човнів. Якщо морське судно володіє гелікоптером, то розвантаження відбувається повітрям.

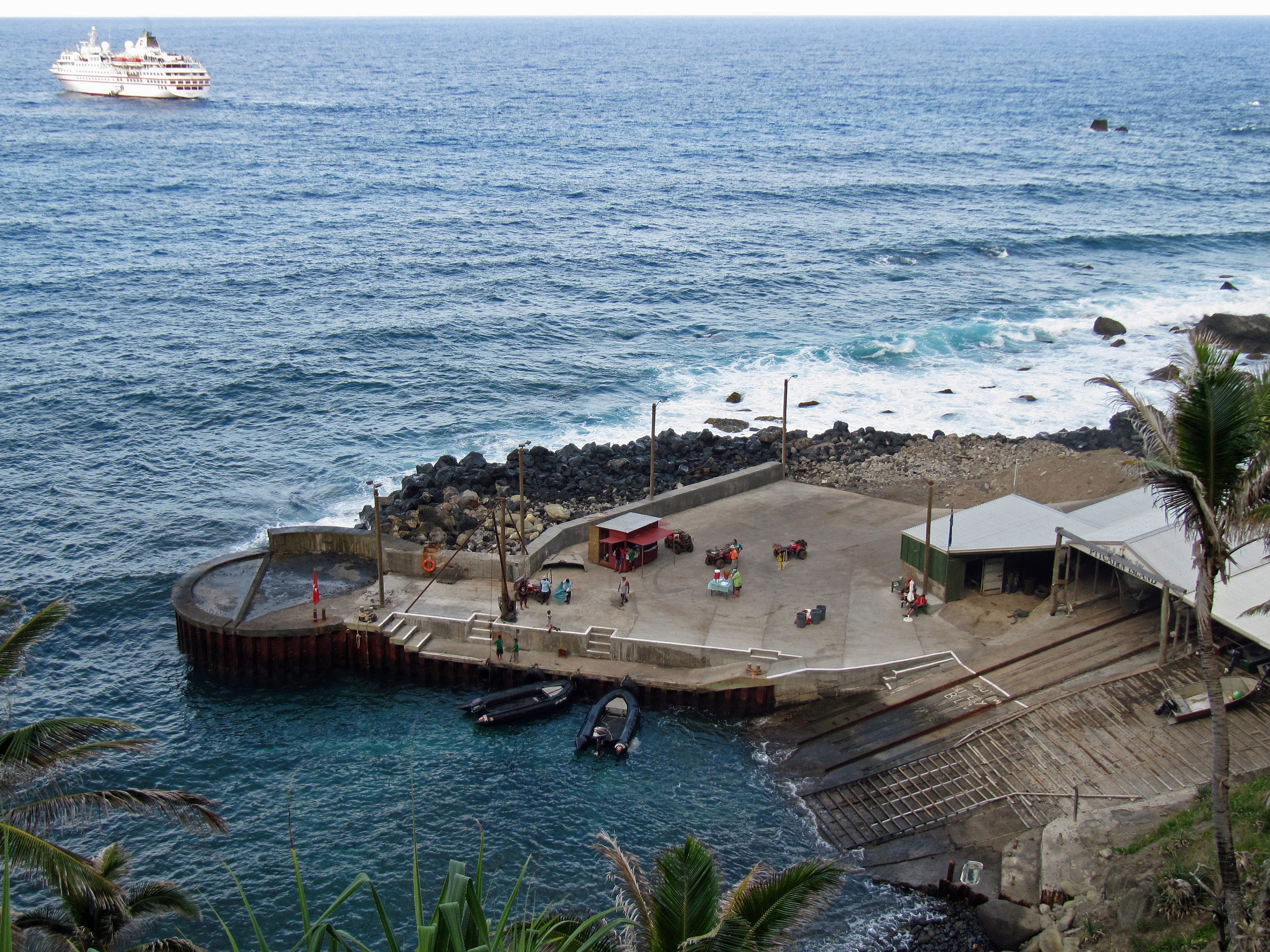
Морський порт Адамстауна
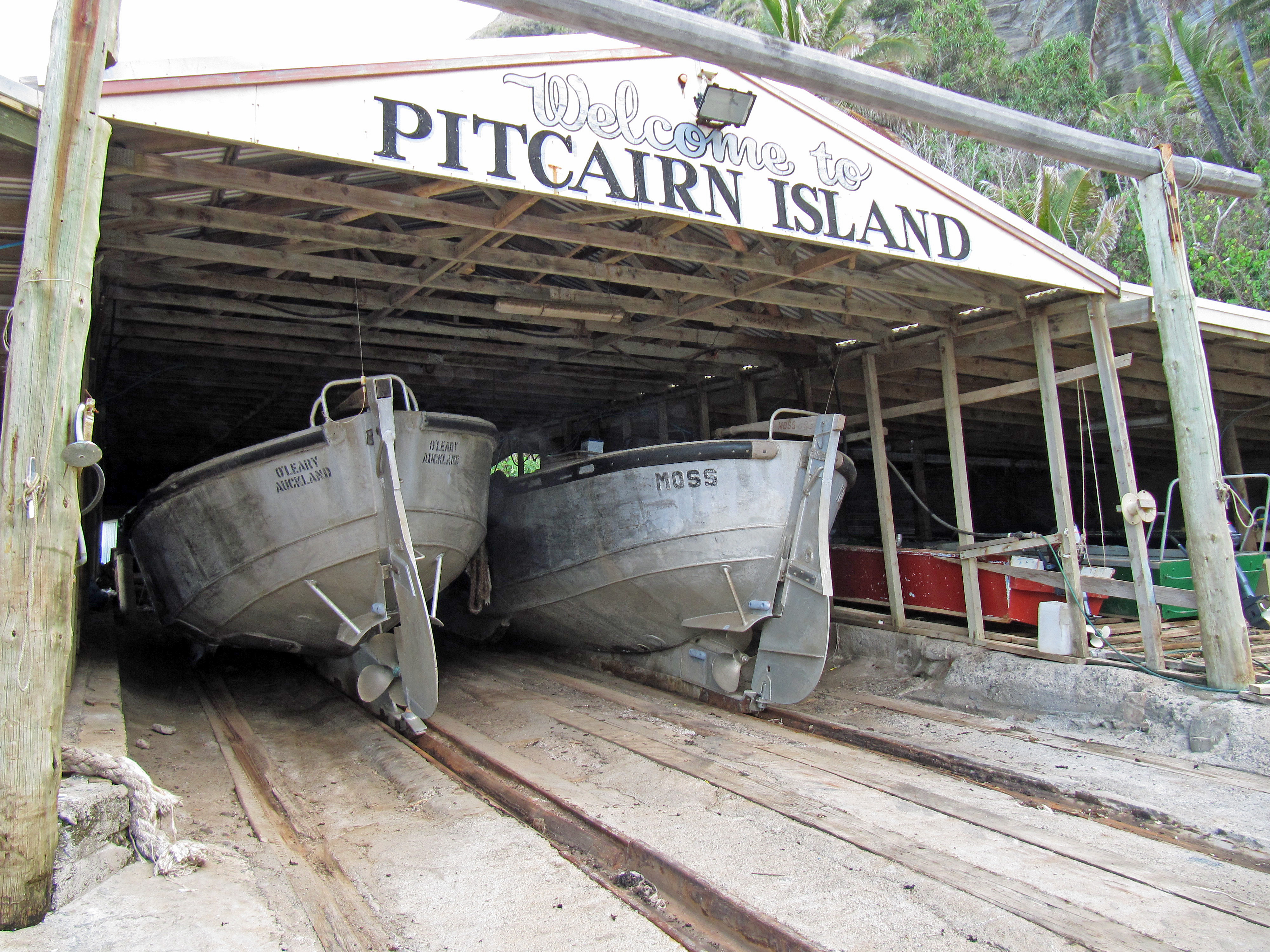
Човниковий док
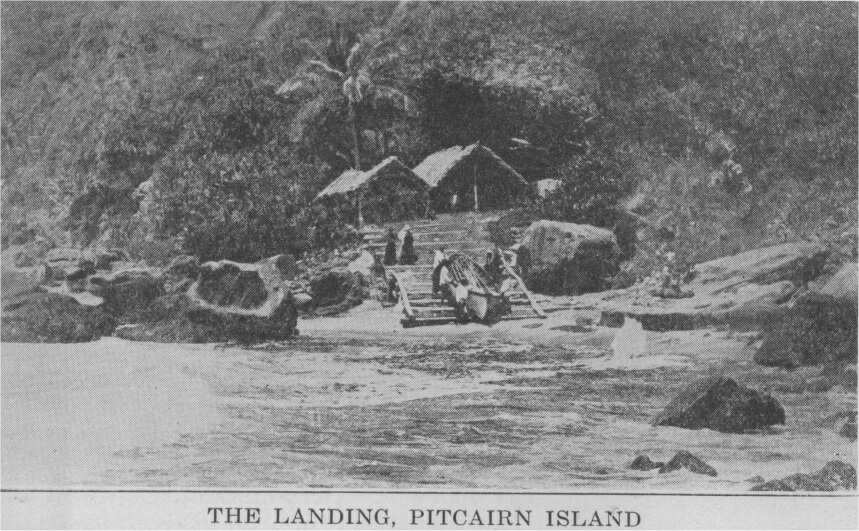
Човниковий док, друга половина XIX століття
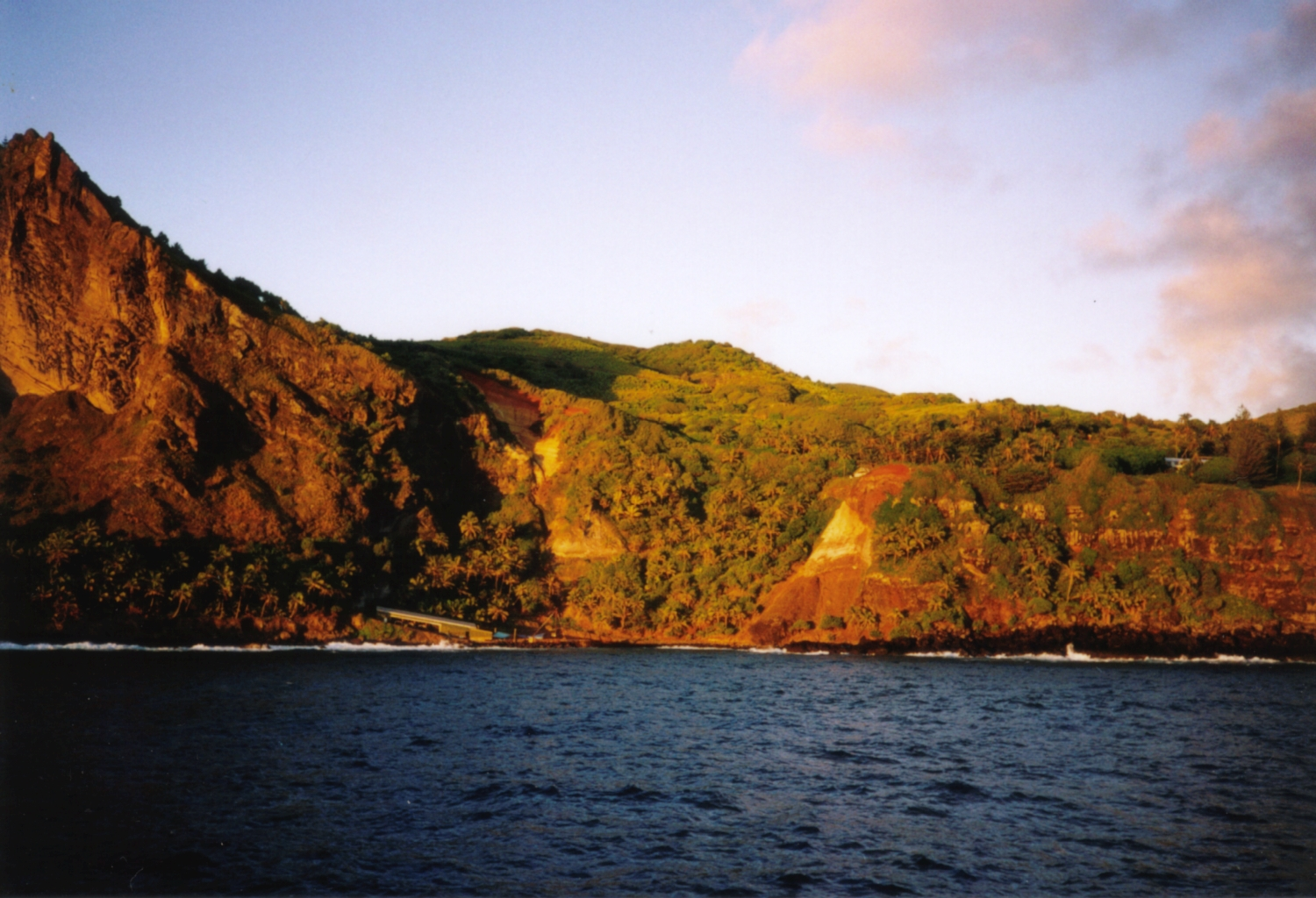
Бухта Баунті на острові Піткерн
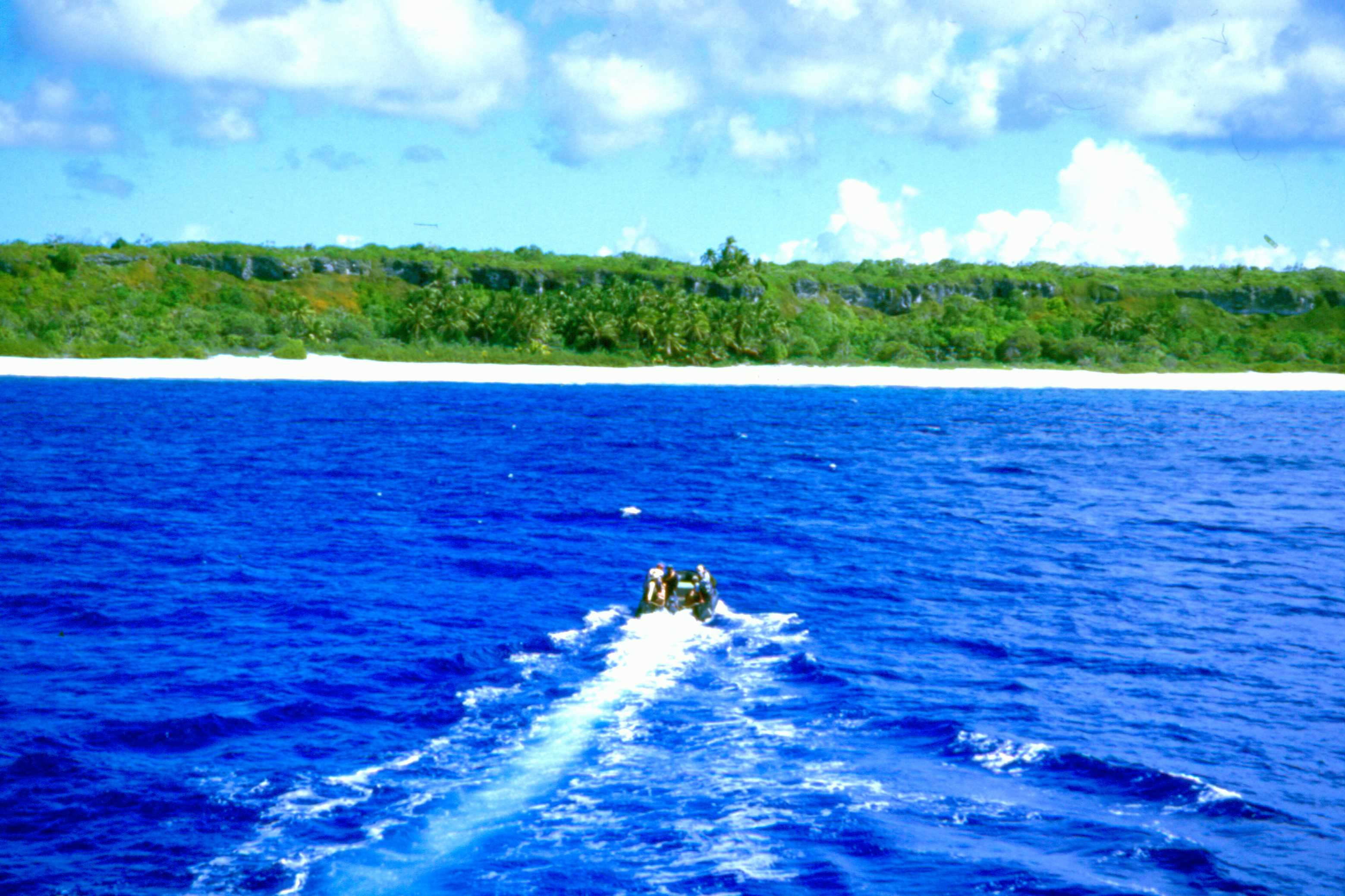
Узбережжя острова Гендерсон

## Державне управління
Велика Британія здійснює управління транспортною інфраструктурою залежної країни через державний секретаріат транспорту. Станом на 28 липня 2016 року департамент в уряді Терези Мей очолювала державний секретар Кріс Грейлінг.

### Українською
- Атлас. 10-11 клас. Економічна і соціальна географія світу / упорядники :  О. Я. Скуратович, Н. І. Чанцева. — К. : ДНВП «Картографія», 2010. — ISBN 978-966-475-639-3.
- Атлас світу / голов. ред. І. С. Руденко ; зав. ред. В. В. Радченко ; відп. ред. О. В. Вакуленко. — К. : ДНВП «Картографія», 2005. — 336 с. — ISBN 9666315467.
- Безуглий В. В. Економічна і соціальна географія зарубіжних країн : Навчальний посібник. — К. : ВЦ «Академія», 2007. — 704 с. — ISBN 978-966-580-239-6.
- Безуглий В. В., Козинець С. В. Регіональна економічна і соціальна географія світу : Навчальний посібник. — видання 2-ге, доп., перероб. — К. : ВЦ «Академія», 2007. — 688 с. — ISBN 966-580-144-9.
- Головченко В., Кравчук О. Країнознавство: Азія, Африка, Латинська Америка, Австралія і Океанія. — К., 2006. — 335 с. — ISBN 966-8939-04-2.
- Дахно І. І. Країни світу: Енциклопедичний довідник / І. І. Дахно, С. М. Тимофієв. — К. : Мапа, 2011. — 606 с. — (Бібліотека нового українця) — ISBN 978-966-8804-23-6.
- Дахно І. І. Економічна географія зарубіжних країн : навчальний посібник. — К. : Центр учбової літератури, 2014. — 319 с. — ISBN 978-611-01-0682-5.
- Дорошенко В. І. Географія транспорту : Навчальний посібник / В. І. Дорошенко, К. Д. Діденко. — К. : Київський нац. ун-т ім. Т. Шевченка, 2010. — 183 с. — ISBN 978-966-439-329-1.
- Дубович І. А. Країнознавчий словник-довідник. — 5-те вид., перероб. і доп. — К. : Знання, 2008. — 839 с. — ISBN 978-966-346-330-8.
- Книш М. М., Мамчур О. І. Регіональна економічна і соціальна географія світу (Латинська Америка та Карибські країни, Африка, Азія, Океанія) : навч. посіб. — Л. : ЛНУ ім. Івана Франка, 2013. — 368 с. — ISBN 978-617-10-0007-0.
- Економічна і соціальна географія країн світу : Навчальний посібник / За ред. С. П. Кузика. — Л. : Світ, 2002. — 672 с. — ISBN 966-603-178-7.
- Зарубіжна транспортна географія : навчальний посібник / уклад. : Петрашевський О. Л. и др. — К. : Національний транспортний університет, 2015. — 95 с. — ISBN 978-966-632-227-5.
- Юрківський В. М. Регіональна економічна і соціальна географія. Зарубіжні країни : Підручник. — К. : Либідь, 2001. — 416 с. — ISBN 966-06-0092-5.

### Англійською
- (англ.) Modern Transport Geography / Hoyle, B. and R. Knowles (eds). — Second Edition,. — London : Wiley, 1998.
- (англ.) Rodrigue, J-P. The Geography of Transport Systems. — Fourth Edition. — N. Y. : Routledge, 2017. — 440 с. — ISBN 978-1138669574.
- (англ.) Taaffe E. J., Gauthier H. L. and O'Kelly M. E. Geography of transportation. — Second Edition. — N. Y. : Prentice Hall, 1996. — ISBN 0-13-368572-1.
- (англ.) Black, W. Transportation: A Geographical Analysis. — N. Y. : Guilford, 2003.

### Російською
- (рос.) Максаковский В. П. Географическая картина мира. Книга I: Общая характеристика мира. — М. : Дрофа, 2008. — 495 с. — ISBN 978-5-358-05275-8.
- (рос.) Максаковский В. П. Географическая картина мира. Книга II: Региональная характеристика мира. — М. : Дрофа, 2009. — 480 с. — ISBN 978-5-358-06280-1.
- (рос.) Физико-географический атлас мира. — М. : Академия наук СССР и главное управление геодезии и картографии ГГК СССР, 1964. — 298 с.
- (рос.) Шаповал Н. С. Транспортная география и транспортные системы мира : учебное пособие. — К. : Центр учбової літератури, 2006. — 188 с. — ISBN 000-0000-00-4.
- (рос.) Экономическая, социальная и политическая география мира. Регионы и страны / под ред. С. Б. Лаврова, Н. В. Каледина. — М. : Гардарики, 2002. — 928 с. — ISBN 5-8297-0039-5.
- (рос.) Энциклопедия стран мира / глав. ред. Н. А. Симония. — М. : НПО «Экономика» РАН, отделение общественных наук, 2004. — 1319 с. — ISBN 5-282-02318-0.